# 하지제

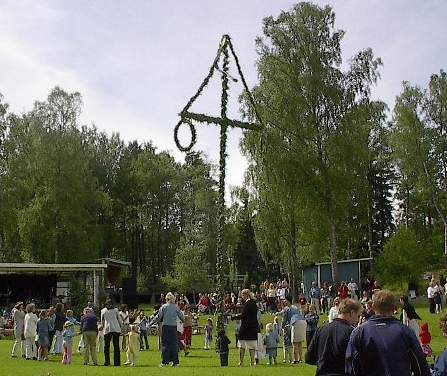
스웨덴Åmmeberg의 시민은 하지의 주를 설립했다.

하지제(夏至祭)은 중하절(仲夏節)로 부르기도 하며, 하지일(6월 23일, 6월 24일)에 북유럽의 명절이다. 매년 날짜가 바뀐다.
스웨덴과 핀란드에서는 중하절 절날이 공휴일이다.

## 같이 보기
- 동지점
- 백야